# Antonio Giovinazzi
Antonio Giovinazzi, italijanski dirkač, * 14. december 1993, Martina Franca, Italija.
Giovinazzi je med letoma 2013 in 2015 nastopal v prvenstvu Evropske Formule 3 in leta 2016 v seriji GP2, v sezonah 2015 in 2016 je osvojil drugo mesto v prvenstvu in skupaj enajst zmag. V sezoni 2017 je debitiral v Formuli 1 z moštvom Sauber, za katerega je nastopil na prvih dveh dirkah sezone, v drugem delu sezone je bil testni dirkač moštva Haas. Leta 2023 je zmagal na dirki za 24 ur Le Mansa.

## Rezultati Formule 1
(legenda) (odebeljene dirke pomenijo najboljši štartni položaj, poševne pa najhitrejši krog, †-uvrščen kljub odstopu)
| Leto | Moštvo                    | Šasija                | Motor                    | 1      | 2       | 3      | 4      | 5      | 6      | 7      | 8      | 9      | 10     | 11     | 12     | 13      | 14     | 15     | 16     | 17     | 18     | 19     | 20     | 21     | Prv | Toč |
| ---- | ------------------------- | --------------------- | ------------------------ | ------ | ------- | ------ | ------ | ------ | ------ | ------ | ------ | ------ | ------ | ------ | ------ | ------- | ------ | ------ | ------ | ------ | ------ | ------ | ------ | ------ | --- | --- |
| 2017 | Sauber F1 Team            | Sauber C36            | Ferrari 061 1.6 V6 t     | AVS 12 | KIT Ret | BAH    | RUS    | ŠPA    | MON    | KAN    | AZE    | AVT    |        |        |        |         |        |        |        |        |        |        |        |        | 22. | 0   |
| 2017 | Haas F1 Team              | Haas VF-17            | Ferrari 062 1.6 V6 t     |        |         |        |        |        |        |        |        |        | VB TD  | MAD TD | BEL    | ITA     | SIN TD | MAL TD | JAP    | ZDA    | MEH TD | BRA TD | ABU TD |        | 22. | 0   |
| 2018 | Alfa Romeo Sauber F1 Team | Sauber C37            | Ferrari 062 EVO 1.6 V6 t | AVS    | BAH     | KIT    | AZE    | ŠPA    | MON    | KAN    | FRA    | AVT    | VB     | NEM TD | MAD TD | BEL     | ITA    | SIN    | RUS TD | JAP    | ZDA    | MEH TD | BRA TD | ABU TD | –   | –   |
| 2019 | Alfa Romeo Racing         | Alfa Romeo Racing C38 | Ferrari 064 1.6 V6 t     | AVS 15 | BAH 11  | KIT 15 | AZE 12 | ŠPA 16 | MON 19 | KAN 13 | FRA 16 | AVT 10 | VB Ret | NEM 13 | MAD 18 | BEL 18† | ITA 9  | SIN 10 | RUS 15 | JAP 14 | MEH 14 | ZDA 14 | BRA 5  | ABU 16 | 17. | 14  |